# Fahrenheit 9/11
Fahrenheit 9/11 es una película documental estrenada en 2004 y dirigida por el cineasta estadounidense Michael Moore. Trata sobre las causas y consecuencias de los atentados del 11 de septiembre de 2001 en Estados Unidos, haciendo referencia a la posterior invasión de Irak liderada por ese país y Gran Bretaña. Además, intenta determinar el alcance real de los supuestos vínculos entre las familias del presidente de los Estados Unidos en el momento de los atentados, George W. Bush, y los Bin Laden, acaudalada familia de Osama bin Laden.
El título de la película hace referencia a la novela Fahrenheit 451 (233 °C, que representa la temperatura a la que arde el papel), escrito en 1953 por Ray Bradbury, y también a los atentados del 11 de septiembre de 2001 (en Estados Unidos el formato para representar fechas consiste en colocar primero el mes, seguido del día, por lo que "11 de septiembre" se suele escribir como "9/11"). El eslogan de la película daba una explicación más clara al significado del título: "La temperatura a la que arde la libertad". Ray Bradbury protestó contra el uso del título de su novela.
Sugiriendo "la temperatura a la que arde la libertad", este documental hace hincapié en la relación entre la familia Bush y personas cercanas a ella, con eminentes miembros de familias de Arabia Saudita (incluida la familia de Bin Laden) en una relación que se extiende durante más de treinta años, así como la evacuación de familiares de Osama bin Laden organizada por el gobierno de George W. Bush después de los ataques del 11 de septiembre. Si bien dicha relación de negocios entre los clanes Bush y Bin Laden no es discutida, la misma no es ampliamente conocida.
A partir de ahí, la película da pistas sobre las verdaderas razones que impulsaron al gobierno Bush para invadir Afganistán en 2001 e Irak en 2003, acciones que, según Moore, corresponden más a la protección de los intereses de las petroleras estadounidenses que al deseo de liberar a los respectivos pueblos o evitar potenciales amenazas. El documental insinúa que la guerra con Afganistán no tenía como principal objetivo capturar a los líderes de Al Qaeda sino favorecer la construcción de un oleoducto, y que Irak no era en el momento de la invasión una amenaza real para Estados Unidos sino una fuente potencial de beneficios para las empresas estadounidenses.

## Sinopsis
La película comienza sugiriendo que los amigos y aliados políticos de George W. Bush en  Fox News Channel inclinaron las elecciones de 2000 al declarar prematuramente a Bush como el ganador. A continuación, sugiere que el manejo de la controversia de votación en Florida recuento de las elecciones presidenciales de EE. UU. 2000 en Florida constituyó Fraude electoral.
La película luego pasa a los ataques del 11 de septiembre. Moore dice que Bush fue informado del primer avión que chocó contra el World Trade Center en su camino a una escuela primaria. Luego se muestra a Bush sentado en un aula de Florida con niños. Cuando se le dice que un segundo avión ha chocado contra el World Trade Center y que la nación está "bajo ataque", Bush permite que los estudiantes terminen la lectura de su libro, y Moore señala que la  lectura continua duró casi siete minutos.
Moore luego analiza las complejas relaciones entre el gobierno de los Estados Unidos y la familia Bush; y entre la familia bin Laden, el Arabia Saudita gobierno y el Talibán, que abarcan más de tres décadas. Moore luego afirma que el gobierno de Estados Unidos evacuó a 24 miembros de la familia bin Laden en un vuelo secreto poco después de los ataques, sin someterlos a ningún tipo de interrogatorio.
Moore pasa a examinar el historial de servicio de George W. Bush Guardia Nacional Aérea. Moore sostiene que Bush  intentos de pozos de petróleo en pozo seco fueron financiados parcialmente por los saudíes y por la familia bin Laden a través de la intermediación de James R. Bath, cuyo nombre parece haber sido tachado a partir de los registros de Bush. Moore alega que estos conflictos de intereses sugieren que la administración Bush no sirve a los intereses de los estadounidenses. La película continúa sugiriendo motivos ocultos para la Guerra en Afganistán, incluyendo un gaseoducto de gas natural a través de Afganistán hasta el Océano Índico.
Moore alega que la administración Bush provocó un clima de miedo entre la población estadounidense a través de los medios de comunicación. Moore luego describe los supuestos esfuerzos antiterroristas, incluida la infiltración gubernamental de grupos pacifistas y otros eventos, y la firma de la Ley PATRIOTA de EE. UU.
El documental luego pasa al tema de la Guerra de Irak, comparando las vidas de los iraquíes antes y después de la invasión. Se describe a los ciudadanos de Irak viviendo vidas relativamente felices antes de la invasión del país por parte del ejército estadounidense. La película también se esfuerza por demostrar supuestas porristas de guerra en los medios estadounidenses y prejuicios generales de los periodistas, con citas de organizaciones de noticias y periodistas integrados s. Moore sugiere que se producirán atrocidades en Irak y muestra imágenes que muestran  abuso de prisioneros.
Más adelante en la película, Lila Lipscomb aparece con su familia después de enterarse de la muerte de su hijo, el sargento. Michael Pedersen, quien fue asesinado el 2 de abril de 2003 en Karbala. Angustiada y llorosa, comienza a cuestionar el propósito de la guerra.
Al unir varios temas y puntos, Moore felicita a quienes sirven en el ejército de los EE. UU. Afirma que la clase baja de Estados Unidos es siempre la primera en unirse al ejército, para que la gente en mejor situación no tenga que hacerlo. Afirma que esas valiosas tropas no deben ser enviadas a arriesgar sus vidas a menos que sea necesario para defender a América. Los créditos pasan mientras suena "Rockin 'in the Free World" de Neil Young. (Originalmente, Moore tenía la intención de usar "Won't Get Fooled Again" de the Who, pero Pete Townshend le negó el permiso).
Moore dedicó la película a su amigo que murió en los ataques al World Trade Center y a los militares y mujeres de Flint, Míchigan que murieron en Irak: "Michael Pedersen, Brett Petriken y todos los soldados de la zona de Flint que han muerto en la guerra de Irak ... Bill Weems y los 2973 que murieron el 11 de septiembre de 2001 ... y los innumerables miles que murieron en Afganistán e Irak como resultado de nuestras acciones ".

## Premios y vicisitudes
La película fue premiada en el Festival de Cannes de 2004, obteniendo la Palma de Oro, el galardón de mayor relevancia entregado por aquel festival. El último documental en recibir este premio había sido The Silent World de Jacques Cousteau y Louis Malle hace 48 años.
En un principio, esta película iba a ser distribuida por Icon Productions. Sin embargo, Fahrenheit 9/11 fue más adelante acogida por Miramax cuando Icon renunció a los derechos de distribución del filme en mayo de 2003, alegando conflictos de imagen aunque aseguraba que su decisión no estaba influida por motivos políticos. Miramax había distribuido anteriormente otra película de Moore, The Big One, en 1997.

## Citas del director Michael Moore
- Discurso que dio Michael Moore cuando fue galardonado con la Palma de Oro en la edición quincuagésimo séptima (57.ª) del Festival de Cine de Cannes:

- I can't begin to express my appreciation and my gratitude to the jury, the Festival, to Gilles Jacob, Thierry Frémaux, Bob and Harvey at Miramax, to all of the crew who worked on the film. [...] I have a sneaking suspicion that what you have done here and the response from everyone at the festival, you will assure that the American people will see this film. I can't thank you enough for that. You've put a huge light on this and many people want the truth and many want to put it in the closet, just walk away. There was a great Republican president who once said, if you just give the people the truth, the republicans, the Americans will be saved. [...] I dedicate this Palme d'Or to my daughter, to the children of Americans and to Iraq and to all those in the world who suffer from our actions.

Traducción: "No puedo sino expresar mi afecto y gratitud al jurado, al Festival, a Gilles Jacob, Thierry Frémaux, Bob y Harvey de Miramax, a todo el equipo que ha trabajado en esta película. [...] Algo me hace sospechar que con lo que han hecho hoy aquí y la respuesta de todos en el festival conseguirán que muchos estadounidenses vean la película. No puedo dejar de agradecérselo. Están ayudando a clarificar esto; hay mucha gente que quiere la verdad y otra que quiere esconderla en el ropero, simplemente mirar para otro lado. En una ocasión un gran presidente republicano de EE.UU. dijo: «Si tan sólo das a la gente la Verdad, los republicanos, los estadounidenses se salvarán». [...] Dedico esta Palma de Oro a mi hija, a los niños y niñas estadounidenses, y a Iraq, y a todos aquellos que en el mundo entero están sufriendo por nuestras acciones".
- Sobre el incremento de la popularidad de los documentales:

- Audiences love a good story, whether through fiction or non-fiction. I don't start out making a documentary but rather a good movie. Non-fiction is taking itself out of the ghetto and documentary filmmakers are finding new and inventive ways to tell their story. I'm pleased and I hope it continues.

Traducción: "A la audiencia le encanta una buena historia, ya sea de ficción o no. Cuando empiezo no estoy pensando en hacer un documental sino una buena película. Los documentales están saliendo por sí mismos de su propio gueto y los cineastas que hacen documentales están descubriendo nuevas y creativas formas de contar sus historias. Esto me agrada y espero que continúe así".
- Sobre el hecho de si la Palma de Oro es un premio francés:

- There was only one French citizen on the jury. Four out of nine were American. [...] This is not a French award, it was given by an international jury dominated by Americans.

Traducción: "En el jurado había un solo ciudadano francés. Cuatro de los nueve eran estadounidenses. [...] Esto no es un premio francés: ha sido otorgado por un jurado internacional dominado por estadounidenses".
- Sobre el impacto de Moore como cineasta:

- The first impact I want is that audiences leave the theatre and say that was a good two hours of my time. Making this as a movie comes before the politics. If I wanted to make a political speech, I would have been a politician. I chose to be a filmmaker. I love movies.

Traducción: "Lo primero que quiero es que la audiencia cuando salga del cine diga que «Éstas fueron dos horas bien empleadas de mi tiempo». Hacer de esto una buena película es más importante que la política. Si hubiera querido hacer un discurso político, me tendría que haber hecho político. [Pero] decidí ser cineasta: me encantan las películas".
- Sobre lo que se puede o no creer:

- The film begins with them putting their makeup on. I consider them as actors. In fact, I forgot to thank my actors, thank you George Bush, Donald Rumsfeld, Paul Wolfowitz...

Traducción: "La película empieza con ellos [George W. Bush y otros] maquillándose. Yo les considero actores. De hecho, olvidé agradecer a mis actores: gracias George Bush, Donald Rumsfeld, Paul Wolfowitz...".
- Lo que le dijo el presidente del jurado (Quentin Tarantino):

- Quentin whispered in my ear, ‘we want you to know that it was not the politics of your film that won you this award. We are not here to give a political award. Some of us have no politics. We awarded the art of cinema, that is what won you this award and we wanted you to know that as a fellow filmmaker.

Traducción: "Quentin me susurró al oído: «Queremos que sepas que no has ganado este título por su mensaje político. Aquí no damos premios políticos. Algunos de nosotros no tenemos una posición política definida. Premiamos el arte de hacer cine. Eso es lo que te ha otorgado este premio y quiero que lo sepas como compañero cineasta»".